# Terry Cummings
Pour les articles homonymes, voir Cummings.
Robert Terrell Cummings, dit Terry Cummings (né le 15 mars 1961 à Chicago, Illinois) est un ancien joueur américain de basket-ball. Il jouait au poste d'ailier fort.
Terry Cummings a joué en NBA entre 1982 et 2000 malgré des problèmes d’arythmie cardiaque. Ce débutant de l’année 1983 et double All-Star a réalisé 7 saisons à plus de 20 points de moyenne par match. Il était en 31e position du nombre de points marqués en carrière au moment de sa retraite sportive.

## Carrière universitaire
Après avoir passé ses années de lycée à Chicago, Cummings entre à l’université de DePaul durant l’été 1979. Durant ses 2 premières années à DePaul, il forme avec Mark Aguirre l’un des duos d’ailiers les plus efficaces de l’histoire du championnat NCAA. Alors que son coéquipier décide de faire le grand saut vers la NBA en 1981, Cummings entame ce qui va être sa meilleure saison universitaire. En effet, il termine son année de junior avec des moyennes de 22,3 points et 11,9 rebonds qui lui valent d’être élu dans la First Team All-America, la sélection des meilleurs joueurs universitaires du pays. Au printemps 1982, Cummings choisit d’écourter d’un an ses études pour se présenter à la draft de la NBA, laissant DePaul sur un bilan record de 79 victoires pour 6 défaites en 3 saisons.

## Carrière en NBA
Précédé d’une solide réputation, Terry Cummings est sélectionné en 2e position par les Clippers de San Diego, entre James Worthy et Dominique Wilkins. Inclus dans l’effectif d’une des équipes les plus faibles de la ligue, le jeune joueur réalise une première saison phénoménale. Associé à Bill Walton et Tom Chambers, il s’impose comme le dixième meilleur marqueur et rebondeur de la ligue avec des moyennes respectives de 23,7 points et 10,6 prises par match, performances qu’il ne parviendra jamais à égaler, et est naturellement élu NBA Rookie of the Year (meilleur débutant). Des problèmes d’arythmie cardiaques sont alors détectés ne remettant pas en cause l’avenir du joueur qui suit un traitement strict pour le reste de sa carrière.  Après une seconde année remarquable à San Diego ponctuée par des moyennes de 22,9 points et 9,6 rebonds, Cummings fait l’objet d’un échange entre les Clippers et les Bucks. Il prend la direction de Milwaukee en compagnie de Ricky Pierce et Craig Hodges pendant que Marques Johnson et d’autres joueurs arrivent à Los Angeles, nouveau lieu de résidence de la franchise californienne.
Cummings passe 5 saisons pleines à Milwaukee compilant des moyennes de 21,7 points et 8,3 rebonds entre 1984 et 1989. Les Bucks glanent 2 titres de division et participent chaque année aux play-offs, atteignant même la finale de Conférence Est en 1986. L’ancien de DePaul se montre particulièrement à l’aise dans ces moments importants, tournant notamment à 27,5 points durant les play-offs 1985 et 25,5 en 1988. Durant ce laps de temps, il se voit décerner de nouvelles distinctions individuelles parmi lesquelles 2 participations au NBA All-Star Game, une nomination dans le All-NBA Second Team (seconde équipe type de la ligue) et une dernière dans le All-NBA Third Team (troisième équipe type).
À l’été 1989, Terry Cummings est envoyé à San Antonio en échange d’Alvin Robertson. Associé au pivot débutant David Robinson, il conduit les Spurs au titre de la division Midwest et établit le meilleur bilan depuis la création de la franchise qui remporte 35 matches de plus que la saison précédente. Robinson est élu meilleur débutant de l’année pendant que Cummings boucle sa 8e saison consécutive à plus de 19,8 points de moyenne. Après 2 nouvelles saisons à plus de 17 points, Cummings se rompt les ligaments du genou droit et ne participe qu’à 8 matches lors de la saison 1992-93. L’arrivée de Dennis Rodman durant l’été confine alors Cummings à un rôle de doublure de luxe qu’il occupe 2 saisons.
De retour à Milwaukee pour la saison 1995-1996, l’ailier vétéran accepte le rôle de remplaçant de joueurs en devenir comme Vin Baker et Glenn Robinson tout en continuant d’apporter 8 points et 5,5 rebonds par match à l’équipe. L’année suivante à Seattle, il est même parfois aligné au poste de pivot où son expérience permet de compenser son relatif manque de taille. Cummings dispute la saison 1997-1998 sous le maillot des 76ers de Philadelphie et des Knicks de New York avant de terminer sa carrière aux Warriors de Golden State avec qui il dispute 72 rencontres en 2 saisons pour près de 9 points et 5 rebonds par match.

## Clubs successifs
- 1982-1984 : Clippers de San Diego.
- 1984-1989 : Bucks de Milwaukee.
- 1989-1995 : Spurs de San Antonio.
- 1995- février 1996 : Bucks de Milwaukee.
- 1996-1997 : SuperSonics de Seattle.
- septembre 1997- février 1998 : 76ers de Philadelphie.
- février 1998- janvier 1999 : Knicks de New York.
- janvier 1999- 2000 : Warriors de Golden State.

## Palmarès
En franchise
- Champion de la Division Centrale en 1985 et 1986 avec les Bucks de Milwaukee.
- Champion de la Division Midwest en 1990, 1991 et 1995 avec les Spurs de San Antonio.
- Champion de la Division Pacifique en 1997 avec les SuperSonics de Seattle.
- Vainqueur de l'Open McDonald's 1987 avec les Bucks de Milwaukee.

Distinctions personnelles
- Élu NBA Rookie of the Year (meilleur débutant) en 1983.
- 2 sélections pour le NBA All-Star Game en 1985 et 1989.
- Élu dans la All-NBA Second Team (seconde équipe type de la ligue) en 1985.
- Élu dans la All-NBA Third Team (troisième équipe type de la ligue) en 1989.
- MVP de l'Open McDonald's 1987.

Statistiques en carrière : 16,4 points / 7,3 rebonds / 1,9 passe en 1183 matches de saison régulière (+ 110 en playoffs).

## Statistiques
gras = ses meilleures performances

### Universitaires
Statistiques en université de Terry Cummings
| Saison    | Équipe   | Matchs | Titul. | Min./m | % Tir | % LF | Rbds/m. | Pass/m. | Int/m. | Ctr/m. | Pts/m. |
| --------- | -------- | ------ | ------ | ------ | ----- | ---- | ------- | ------- | ------ | ------ | ------ |
| 1979-1980 | DePaul   | 28     | 28     | 30,8   | 50,8  | 83,2 | 9,4     | 1,4     | 0,9    | 1,2    | 14,2   |
| 1980-1981 | DePaul   | 29     | 29     | 34,3   | 49,8  | 75,0 | 9,0     | 1,6     | 0,8    | 1,4    | 13,0   |
| 1981-1982 | DePaul   | 28     | 28     | 36,8   | 56,7  | 75,6 | 11,9    | 2,0     | 1,7    | 1,3    | 22,3   |
| Carrière  | Carrière | 85     | 85     | 34,0   | 53,0  | 77,5 | 10,1    | 1,7     | 1,1    | 1,3    | 16,4   |

### Professionnelles

#### Saison régulière
Légende :
| Recrue/rookie de la saison | Meilleur joueur de cette catégorie statistique de la saison |

gras = ses meilleures performances
Statistiques en saison régulière de Terry Cummings
| Saison        | Équipe        | Matchs | Titul. | Min./m | % Tir | % 3pts | % LF | Rbds/m. | Pass/m. | Int/m. | Ctr/m. | Pts/m. |
| ------------- | ------------- | ------ | ------ | ------ | ----- | ------ | ---- | ------- | ------- | ------ | ------ | ------ |
| 1982-1983     | San Diego     | 70     | 69     | 36,2   | 52,3  | 0,0    | 70,9 | 10,6    | 2,5     | 1,8    | 0,9    | 23,7   |
| 1983-1984     | San Diego     | 81     | 80     | 35,9   | 49,4  | 0,0    | 72,0 | 9,6     | 1,7     | 1,1    | 0,7    | 22,9   |
| 1984-1985     | Milwaukee     | 79     | 78     | 34,5   | 49,5  | 0,0    | 74,1 | 9,1     | 2,9     | 1,5    | 0,8    | 23,6   |
| 1985-1986     | Milwaukee     | 82     | 82     | 32,5   | 47,4  | 0,0    | 65,6 | 8,5     | 2,4     | 1,5    | 0,6    | 19,8   |
| 1986-1987     | Milwaukee     | 82     | 77     | 33,8   | 51,1  | 0,0    | 66,2 | 8,5     | 2,8     | 1,6    | 1,0    | 20,8   |
| 1987-1988     | Milwaukee     | 76     | 76     | 34,6   | 48,5  | 33,3   | 66,5 | 7,3     | 2,4     | 1,0    | 0,6    | 21,3   |
| 1988-1989     | Milwaukee     | 80     | 78     | 35,3   | 46,7  | 46,7   | 78,7 | 8,1     | 2,5     | 1,3    | 0,9    | 22,9   |
| 1989-1990     | San Antonio   | 81     | 78     | 34,8   | 47,5  | 32,2   | 78,0 | 8,4     | 2,7     | 1,4    | 0,6    | 22,4   |
| 1990-1991     | San Antonio   | 67     | 62     | 32,8   | 48,4  | 21,2   | 68,3 | 7,8     | 2,3     | 0,9    | 0,4    | 17,6   |
| 1991-1992     | San Antonio   | 70     | 67     | 30,7   | 48,8  | 38,5   | 71,1 | 9,0     | 1,5     | 0,8    | 0,5    | 17,3   |
| 1992-1993     | San Antonio   | 8      | 0      | 9,5    | 37,9  | —      | 50,0 | 2,4     | 0,5     | 0,1    | 0,1    | 3,4    |
| 1993-1994     | San Antonio   | 59     | 29     | 19,2   | 42,8  | 0,0    | 58,9 | 5,0     | 0,8     | 0,5    | 0,2    | 7,3    |
| 1994-1995     | San Antonio   | 76     | 20     | 16,8   | 48,3  | —      | 58,5 | 5,0     | 0,8     | 0,5    | 0,3    | 6,8    |
| 1995-1996     | Milwaukee     | 81     | 13     | 21,9   | 46,2  | 14,3   | 65,0 | 5,5     | 1,1     | 0,7    | 0,4    | 8,0    |
| 1996-1997     | Seattle       | 45     | 3      | 18,4   | 48,6  | 60,0   | 69,5 | 4,1     | 0,9     | 0,7    | 0,2    | 8,2    |
| 1997-1998     | Philadelphie  | 44     | 2      | 14,9   | 45,8  | 0,0    | 67,2 | 3,4     | 0,5     | 0,5    | 0,1    | 5,3    |
| 1997-1998     | New York      | 30     | 1      | 17,6   | 47,7  | —      | 70,0 | 4,5     | 0,9     | 0,5    | 0,2    | 7,8    |
| 1998-1999*    | Golden State  | 50     | 0      | 20,2   | 43,9  | 100,0  | 71,1 | 5,1     | 1,2     | 0,9    | 0,2    | 9,1    |
| 1999-2000     | Golden State  | 22     | 0      | 18,1   | 42,9  | —      | 82,1 | 4,9     | 1,0     | 0,6    | 0,4    | 8,4    |
| Carrière      | Carrière      | 1183   | 815    | 28,7   | 48,4  | 29,5   | 70,6 | 7,3     | 1,9     | 1,1    | 0,5    | 16,4   |
| All-Star Game | All-Star Game | 2      | 0      | 17,5   | 42,3  | —      | 83,3 | 6,0     | 0,5     | 1,5    | 1,0    | 13,5   |

Note: La saison 1998-1999 a été réduite à 50 matchs en raison d'un lock-out.
Dernière modification le 29 août 2022

#### Playoffs
Légende :
| Meilleur joueur de cette catégorie statistique de la saison |

Statistiques en playoffs de Terry Cummings
| Saison   | Équipe      | Matchs | Titul. | Min./m | % Tir | % 3pts | % LF | Rbds/m. | Pass/m. | Int/m. | Ctr/m. | Pts/m. |
| -------- | ----------- | ------ | ------ | ------ | ----- | ------ | ---- | ------- | ------- | ------ | ------ | ------ |
| 1985     | Milwaukee   | 8      | 8      | 38,9   | 57,7  | 0,0    | 82,8 | 8,8     | 2,5     | 1,5    | 0,9    | 27,5   |
| 1986     | Milwaukee   | 14     | 14     | 36,4   | 51,4  | —      | 69,4 | 9,9     | 3,0     | 1,4    | 1,1    | 21,6   |
| 1987     | Milwaukee   | 12     | 10     | 36,9   | 48,8  | —      | 68,7 | 7,9     | 2,3     | 1,0    | 1,1    | 22,3   |
| 1988     | Milwaukee   | 5      | 5      | 38,6   | 56,2  | —      | 65,9 | 7,8     | 2,6     | 1,8    | 0,6    | 25,8   |
| 1989     | Milwaukee   | 5      | 4      | 24,8   | 36,2  | 0,0    | 87,5 | 6,6     | 1,4     | 0,6    | 0,0    | 12,8   |
| 1990     | San Antonio | 10     | 10     | 37,5   | 52,8  | 20,0   | 80,8 | 9,4     | 2,2     | 0,7    | 0,4    | 24,9   |
| 1991     | San Antonio | 4      | 4      | 31,0   | 51,0  | 0,0    | 50,0 | 9,3     | 1,0     | 0,8    | 0,5    | 14,8   |
| 1992     | San Antonio | 3      | 3      | 40,7   | 51,5  | 0,0    | 50,0 | 11,3    | 2,3     | 1,3    | 1,3    | 26,0   |
| 1993     | San Antonio | 10     | 0      | 13,8   | 44,3  | 0,0    | 62,5 | 3,9     | 0,5     | 0,3    | 0,1    | 6,7    |
| 1994     | San Antonio | 4      | 1      | 18,0   | 50,0  | —      | 83,3 | 6,3     | 0,5     | 1,3    | 0,8    | 8,0    |
| 1995     | San Antonio | 15     | 2      | 9,0    | 37,5  | 0,0    | 73,3 | 2,1     | 0,3     | 0,3    | 0,1    | 3,9    |
| 1997     | Seattle     | 12     | 6      | 24,3   | 48,9  | —      | 66,7 | 6,0     | 1,2     | 0,9    | 0,5    | 8,8    |
| 1998     | New York    | 8      | 1      | 15,0   | 44,1  | —      | 25,0 | 4,4     | 0,6     | 0,5    | 0,3    | 4,0    |
| Carrière | Carrière    | 110    | 68     | 26,9   | 50,2  | 9,1    | 70,6 | 6,7     | 1,6     | 0,9    | 0,6    | 15,1   |